# ITunes
iTunes je aplikace určená pro organizaci a přehrávání multimediálních souborů. Program je také rozhraním pro správu mobilních zařízení iPhone, iPad a iPod společnosti Apple. Dále je možné se prostřednictvím iTunes připojit v některých státech k iTunes Store, internetovému obchodu s hudbou, filmy, televizními pořady, hrami, podcasty a dalším obsahem. V současnosti je funkce iTunes Store podporována již i v České republice . iTunes je také používán ke stahování aplikací skrze App Store pro iOS (iPhone, iPod a iPad).
iTunes byl představen společností Apple 9. ledna 2001 na konferenci Macworld Expo v San Franciscu. Verze iTunes 9, byla ohlášena v září 2009.
29. listopadu 2012 byla vydána nová, velmi přepracovaná verze 11. Mezi hlavní změny je zjednodušení uživatelského rozhraní, "Up Next" funkce pro správu následujících písní (nahrazuje iTunes DJ) a "Expanded View" pro zobrazování podrobností o hudebních albech a dalších položkách v iTunes.
21. července 2014 byla představena nová, významně přepracovaná verze 12. Přišla společně s vydáním OS X Yosemite.
Nejnovější verze aplikace iTunes je volně dostupná na webu Apple.com pro operační systémy macOS 10.8.5 a vyšší, a na Windows 7 a vyšší.
Verze iTunes 12.2.0.145 byla vydána 30. června 2015 s podporou nové služby Apple Music, dostupná pro operační systémy OS X 10.8.5 a novější a pro Windows 7 a novější.
Ačkoli iTunes byly ve svých raných letech dobře přijaty, brzy se dočkaly stále významnější kritiky za nabubřelý uživatelský zážitek, kdy Apple přijal všezahrnující sadu funkcí v iTunes, spíše než aby se držel svého původního účelu založeného na hudbě. června 2019 Apple oznámil, že iTunes v macOS Catalina budou nahrazeny samostatnými aplikacemi, konkrétně Hudba, Podcasty a TV. Finder by převzal možnosti správy zařízení. Tato změna nebude mít vliv na Windows nebo starší verze macOS.

## Funkce
iTunes je aplikace umožňující uživateli organizaci a přehrávání audio- a videosouborů na osobním počítači. Oficiálně je nástroj iTunes potřebný pro správu obsahu přenosných multimediálních zařízení Apple iPhone, iPad a iPod. Uživatelé mohou třídit hudbu do seznamů k přehrání (playlists), upravovat informace o nahrávkách, importovat Audio CD, kopírovat soubory do kapesních přehrávačů, kupovat hudbu a video prostřednictvím vestavěného hudebního e-shopu iTunes Store, stahovat podcasty, zálohovat hudbu na kompaktní disky, překódovat soubory do formátů AAC, AIFF, Apple Lossless, MP3 a WAV a poslouchat internetová rádia.